# Licencje Creative Commons

„Pewne prawa zastrzeżone” – grafika często używana w opisie plików udostępnionych na licencjach CC

Polska wersja tej grafiki

Licencje Creative Commons (CC) – zestaw wzorców umów licencyjnych, na podstawie których twórca udostępnia, pod określonymi warunkami, swój utwór objęty majątkowymi prawami autorskimi. Zasada „wszelkie prawa zastrzeżone” została tu zastąpiona zasadą „pewne prawa zastrzeżone”. Licencje te są tworzone i utrzymywane przez organizację Creative Commons.
Wszystkie licencje i narzędzia CC są darmowe. Licencje Creative Commons oraz narzędzia takie jak CC0 lub Public Domain Mark umożliwiają opisanie w sposób standardowy stanu prawnego utworu i warunków jego wykorzystania. W celu zwiększenia przejrzystości informacji licencyjnej Creative Commons oferuje „przystępne podsumowania umów licencyjnych”, zestaw ikon opisujących warunki licencyjne oraz metadane do odczytu maszynowego, zapisane w standardzie RDF.

## Zastosowanie
Wszystkie licencje CC są  nieodpłatne i niewyłączne. Są udzielane bez ograniczeń czasowych i terytorialnych. Obejmują wszystkie znane pola eksploatacji.
Licencje CC można stosować dla dowolnego utworu. Jednak licencje te nie są przeznaczone do licencjonowania oprogramowania – Creative Commons, do tego celu poleca licencje oferowane przez Free Software Foundation lub Open Source Initiative. Licencje CC są dostępne w wersji ogólnej („Unported”) – dostosowanej do prawodawstwa międzynarodowego oraz w ponad 40 wersjach dostosowanych do jurysdykcji lokalnych. Istnieją także wersje polskie licencji, zgodne z polskim systemem prawnym. Teksty licencji są dostępne na stronie internetowej Creative Commons.

## Rodzaje licencji
Istnieją cztery zbiory postanowień („elementy licencji”) warunkujących udostępnianie utworów:
- „Uznanie autorstwa”        (ang. Attribution, BY): zezwala się na kopiowanie, dystrybucję, wyświetlanie i użytkowanie dzieła i wszelkich jego pochodnych pod warunkiem umieszczenia informacji o twórcy. To postanowienie jest obecne we wszystkich licencjach, ponieważ autorskie prawa osobiste są niezbywalne.
- „Użycie niekomercyjne”     (ang. Noncommercial, NC): zezwala się na kopiowanie, dystrybucję, wyświetlanie i użytkowanie dzieła i wszelkich jego pochodnych tylko w celach niekomercyjnych.
- „Bez utworów zależnych”    (ang. No Derivative Works, ND): zezwala się na kopiowanie, dystrybucję, wyświetlanie tylko dokładnych (dosłownych) kopii dzieła, niedozwolone jest jego zmienianie i tworzenie na jego bazie pochodnych.
- „Na tych samych warunkach” (ang. Share Alike, SA): zezwala się na kopiowanie, dystrybucję, wyświetlanie i użytkowanie pochodnych dzieł, pod warunkiem, że będą one opublikowane na takiej samej licencji.

Ponieważ niektóre warunki są wzajemnie sprzeczne (np. SA i ND), zaś we wszystkich licencjach obecny jest warunek BY, daje to łącznie sześć możliwych kombinacji warunków:
- Uznanie autorstwa (CC BY)[5]
- Uznanie autorstwa – Użycie niekomercyjne (CC BY-NC)[6]
- Uznanie autorstwa – Użycie niekomercyjne – Na tych samych warunkach (CC BY-NC-SA)[7]
- Uznanie autorstwa – Użycie niekomercyjne – Bez utworów zależnych (CC BY-NC-ND)[8]
- Uznanie autorstwa – Na tych samych warunkach[9] (CC BY-SA – jest to licencja najbardziej zbliżona do GNU FDL)
- Uznanie autorstwa – Bez utworów zależnych (CC BY-ND)[10]

| Nazwa                                                               | Skrót       | Ikona            | Uznanie autorstwa | Kultura remiksu | Użycie komercyjne | Spełnienie definicji wolnych dóbr kultury |
| ------------------------------------------------------------------- | ----------- | ---------------- | ----------------- | --------------- | ----------------- | ----------------------------------------- |
| Brak praw zastrzeżonych/domena publiczna                            | CC0         | CC0 icon         | Niewymagane       | Tak             | Tak               | Tak                                       |
| Uznanie autorstwa                                                   | CC BY       | CC-BY icon       | Wymagane          | Tak             | Tak               | Tak                                       |
| Uznanie autorstwa – Na tych samych warunkach                        | CC BY-SA    | CC-BY-SA icon    | Wymagane          | Tak             | Tak               | Tak                                       |
| Uznanie autorstwa – Użycie niekomercyjne                            | CC BY-NC    | CC-by-NC icon    | Wymagane          | Tak             | Nie               | Nie                                       |
| Uznanie autorstwa – Użycie niekomercyjne – Na tych samych warunkach | CC BY-NC-SA | CC-BY-NC-SA icon | Wymagane          | Tak             | Nie               | Nie                                       |
| Uznanie autorstwa – Bez utworów zależnych                           | CC BY-ND    | CC-BY-ND icon    | Wymagane          | Nie             | Tak               | Nie                                       |
| Uznanie autorstwa – Użycie niekomercyjne – Bez utworów zależnych    | CC BY-NC-ND | CC-BY-NC-ND icon | Wymagane          | Nie             | Nie               | Nie                                       |

Istnieją też licencje dodatkowe:
- Sampling – warunek Creative Commons, który zezwala na samplowanie i tworzenie remiksów utworów muzycznych, a nie pozwala na wykorzystanie sampli do celów reklamowych[12]. Wersja tej licencji ze znaczkiem „+” zezwala na samplowanie do celów komercyjnych i niekomercyjnych[13], a licencja „noncomercial +” – tylko do celów niekomercyjnych[14]. Obie wersje licencji Sampling, tak jak wszystkie inne licencje CC, wymagają uznania autorstwa.
- Państwa rozwijające się – przestarzała licencja pozwalająca na kopiowanie i tworzenie utworów zależnych pod warunkiem uznania autorstwa, ale tylko w państwach rozwijających się[15].

Do każdego dzieła wykorzystującego którąkolwiek z wymienionych licencji musi być dołączony pełny tekst licencji lub URI tego tekstu.

## Inne licencje i narzędzia
Creative Commons 0 (CC0) jednostronne oświadczenie twórcy, który zrzeka się wszystkich praw, jakich można się zrzec w danym systemie prawnym. W idealnym przypadku jest to równoznaczne z przekazaniem dzieła do domeny publicznej. W niektórych krajach część praw jest niezbywalna. W Polsce nie istnieje możliwość zrzeczenia się zarówno osobistych, jak i majątkowych praw autorskich do swojego dzieła. Z tego powodu w ramach oświadczenia CC0 znajduje się tzw. licencja zapasowa (fallback license), która otwarcie licencjonuje treść w najszerszym zakresie dopuszczalnym przez miejscowe prawodawstwo. Uznaje się, że zakres swobód zapewniany przez CC0 jest szerszy od najbardziej otwartej z podstawowych licencji Creative Commons, „Creative Commons Uznanie autorstwa”. Free Software Foundation dopuszcza i zaleca stosowanie CC0 dla oprogramowania.
Istnieje też narzędzie CC-PD – rodzaj oświadczenia osoby udostępniającej dane dzieło, że według najlepszej jej wiedzy dzieło to znajduje się w domenie publicznej i że osoba udostępniająca bierze za stwierdzenie tego faktu pełną odpowiedzialność. W podobny sposób można dodać warunki licencji GPL, LGPL i BSD. Kolejnym narzędziem opracowanym przez Creative Commons jest Public Domain Mark służące oznaczeniu utworów, o których wiadomo, że nie istnieją wobec nich prawa autorskie lub prawa te wygasły.

## Wersje
Licencje Creative Commons ukazały się w kilku wersjach: 1.0, 2.0, 2.5, 3.0 i 4.0 (ta ostatnia opublikowana 25 listopada 2013). Przed wersją 4.0 licencje były pisane przede wszystkim z myślą o prawie autorskim USA. W celu dostosowania do innych systemów prawnych, w procesie nazwanym porting, powstawały lokalne warianty (przykładowo „Creative Commons – Uznanie autorstwa 3.0 Polska”). Dla odróżnienia podstawowe warianty nazywano generic (do wersji 2.5), a następnie (od wersji 3.0, przyjętej w 2007 roku) oznaczano taką wersję jako unported (na przykład „Creative Commons – Uznanie autorstwa 3.0 Unported”). Wersja 4.0 (tzw. wersja International) została przygotowana z uwzględnieniem specyfiki różnych systemów prawnych na świecie (jak osobiste prawa autorskie albo prawo chroniące bazy danych w Unii Europejskiej), aby niepotrzebne było tworzenie lokalnych wersji licencji.

## Zgodność z innymi licencjami
Licencja CC-BY bez żadnych dodatkowych warunków jest zgodna m.in. z licencjami BSD, GNU FDL oraz FAL (czyli może być wykorzystana w tak licencjonowanych dziełach), natomiast każda licencja zawierająca warunek No Derivative lub Noncommercial nie jest zgodna z żadną z nich, w sensie, że treści udostępnione licencjami CC-BY można też objąć licencjami BSD, GNU FDL i wszystkimi innymi, o ile tylko zapewniają one obowiązek podania źródła i autorów treści pierwotnej. Natomiast w drugą stronę zgodność ta nie działa, to znaczy nie można przenosić treści opartych na licencji GNU FDL, BSD i FAL do licencji CC-BY.
Wariant Share Alike do wersji licencji Creative Commons 2.5 i GNU FDL 1.2 były z sobą niezgodne, co oznacza, że np. na Wikipedii nie można korzystać z tekstów dostępnych na licencjach CC-BY-SA do wersji 2.5. Dzięki współpracy Creative Commons i Free Software Foundation udało się uzgodnić taką treść licencji CC-BY-SA 3.0 i GNU FDL 1.3, że stały się one niemal w pełni kompatybilne w obie strony.

## Wykorzystanie
Serwisy utrzymywane przez Wikimedia Foundation oprócz GNU FDL wykorzystują też licencje Creative Commons. W ramach projektów Wikimedia dozwolone jest użycie licencji CC, które zostały zaaprobowane do użycia dla twórczości zaliczanej do wolnej kultury (CC-BY, CC-BY-SA i CC0), natomiast niedopuszczalne są licencje typu NC i ND. W Wikimedia Commons znajduje się ponad 16 milionów plików na licencjach CC. Wikinews w całości jest oparty na licencji CC-BY 2.5.

## Zalety
W stosunku do GNU FDL zaletą jest brak obciążeń przy drukowaniu – teksty na licencjach Creative Commons nie muszą podawać pełnego tekstu licencji. Wystarczy w zastępstwie podać link do treści licencji.

## Krytyka
Niektórzy członkowie środowiska wolnego oprogramowania krytykują Creative Commons za brak wyraźnie wytyczonych wartości lub warunków, które winny spełniać wszystkie licencje. W szczególności obiektem krytyki są licencje, które zastrzegają prawa, które zdaniem tych krytyków nie mogą podlegać zastrzeżeniu ze względów etycznych bądź moralnych. Krytycy wskazują również na brak zgodności licencji Creative Commons z licencjami wolnego oprogramowania.
Według środowiska Debiana licencje te w wersji 2.0 nie spełniają Wytycznych Debiana dotyczących wolnego oprogramowania ze względu na pewne wady już w warunku uznania autorstwa. Free Software Foundation uważa, że samo określenie Creative Commons jest nieścisłe, ponieważ nie istnieje żadna swoboda, jaką wszystkie te licencje by zapewniały (chociaż uważa CC-BY-SA 2.0 za wolną licencję copyleftową) i zaleca zamiast nich Free Art License.
Zgodnie z Definicją wolnych dóbr kultury tylko część licencji Creative Commons może być uznana za rzeczywiście wolne. Są to: CC-0, CC-BY oraz CC-BY-SA. Pozostałe licencje Creative Commons są uważane za niezgodne z ideą pełnej otwartości zasobów.
Konstrukcja licencji Creative Commons jest w pewnym zakresie wprost sprzeczna z polskim prawem, a częściowo – bardzo problematyczna. Te problemy dotyczą nie tylko zgodności z przepisami ustawy o prawie autorskim i prawach pokrewnych, ale także z przepisami kodeksu cywilnego. Prawo polskie nie uznaje bezterminowego charakteru umów licencyjnych i braku możliwości ich odwołania. Nie ma też podstaw do samorozwiązania się umowy na wypadek złamania jej postanowień. Ponadto istnieją wątpliwości dotyczące między innymi momentu zawarcia umowy i zrzeczenia się prawa do wynagrodzenia.